# Antonio Luis Baena Tocón
Antonio Luis Baena Tocón (1915–1998) war ein spanischer Beamter und Offizier, der in den Jahren nach dem Spanischen Bürgerkrieg mehreren Militärgerichten der Diktatur von Francisco Franco angehörte. Er ist besonders bekannt wegen seiner Funktion beim Gericht, das 1940 den Dichter Miguel Hernández zum Tode verurteilte.

## Biographie
Zwischen 1939 und 1943 diente Baena Tocón mit dem Dienstgrad eines Fähnrichs beim Sondergericht für Pressewesen, das für die Strafverfolgung und Hinaussäuberung von Menschen zuständig war, die während der Republik publizistisch tätig gewesen waren. Unter dem Befehl des Untersuchungsrichters hatte er die Aufgabe, im Städtischen Zeitungsarchiv von Madrid zu forschen und die Namen von Schriftstellern und Journalisten zusammen mit Anmerkungen über vermeintlich in ihren Werken enthaltene Vergehen zu notieren.
Außerdem gehörte er mehreren Militärgerichten an, die mit dem Sondergericht für Pressewesen verbundenen waren, insbesondere dem, der den Dichter Miguel Hernández im März 1940 zum Tode verurteilte, wobei diese Verurteilung später in eine 30-jährige Haftstrafe verwandelt wurde. Baena Tocón handelte als Sekretär des Gerichts, obwohl er die erforderliche Qualifikation nicht besaß, da er lediglich einige Jura-Kurse absolviert hatte.
Im Juni 1966 wurde Baena Tocón zum Wirtschaftsprüfer beim Stadtrat von Córdoba ernannt, eine Stellung, die er bis zur Pensionierung innehatte. Bereits vorher wurde er stellvertretender Inspektor des Provinzrats. Beide Stellungen, wie in der Diktatur üblich, wurden an Regimetreue vergeben.

## Kontroverse
Im Juni 2019 entfernte die Universität Alicante auf Ersuchen seines Sohnes alle in den digitalisierten Archiven enthaltenen Hinweise auf die Teilnahme von Antonio Luis Baena Tocón am Verfahren gegen Miguel Hernández. Dadurch entstand ein Streisand-Effekt, der Medienaufmerksamkeit auf die Angelegenheit lenkte.